# Oraesia wintgensi
Oraesia wintgensi är en fjärilsart som beskrevs av Embrik Strand 1909. Oraesia wintgensi ingår i släktet Oraesia och familjen nattflyn. Inga underarter finns listade i Catalogue of Life.